# Xã Clearfield, Quận Butler, Pennsylvania
Xã Clearfield (tiếng Anh: Clearfield Township) là một xã thuộc quận Butler, tiểu bang Pennsylvania, Hoa Kỳ. Năm 2010, dân số của xã này là 2.645 người.